# Mary Clerté
Mary Clerté, née en 1986 est une artiste française. Elle partage son temps entre le dessin et la réalisation. Elle vit et travaille à Paris. 

## Biographie
Mary Clerté étudie la philiosophie puis suit le cursus à l'école des Beaux-Arts de Paris entre 2007 et 2010. Son père est le peintre figuratif Jean Clerté.  
Elle dirige des vidéos musicaux et des clips pour la mode et des artistes. Elle réalise avec Édouard Bertrand le clip de Coups et Blessures, du groupe BB Brunes,  qui oscille entre sensualité et autodérision. 
En novembre 2020, ses dessins sont exposés à Paris. Les aquarelles révèlent un monde étrange, entre cauchemar et hallucination. EIles explorent à vif des thèmes tels que l’onirisme féminin et domestique, la corporalité et le sang mais surtout l’animalité.  

## Réalisations
- Coups et Blessures, pour BB Brunes, 2012
- Parisian Promenade, Moynat, 2013
- Peplum People, pour Karl Lagerfeld, 2013
- Goog morning color , pour Éric Bompard, 2014
- Soyez fous, soyez vous, Maisons du Monde
- Jour/née : diary of a fashion blogger, 2015
- Lush Life, pour Zara Larsson, 2016
- Be Right Here, pour Kungs & Stargate Feat. Goldn , 2018

## Expositions
- Les Voies Sauvages, Galerie Pixi, Paris, 2020